# El marxismo y la opresión de la mujer (libro)
El marxismo y la opresión de la mujer: hacia una teoría unitaria (en su inglés original: Marxism and the Oppression of Women: Toward a Unitary Theory) es un libro publicado en 1983 por Lise Vogel. Se ha descrito como un texto fundamental del feminismo marxista.

## Resumen
Vogel examina los movimientos socialistas europeos y norteamericanos en el trato de la “cuestión mujer”. En el capítulo 1 ella examina lo que contemporáneos autores norteamericanos socialistas feministas han dicho acerca de la opresión de la mujer y cómo está, o no está, relacionado con la sociedad de clases y el modo capitalista de producción. También discute debates clave dentro del movimiento feminista norteamericano.
En el capítulo 2, ella examina lo que Karl Marx y Friedrich Engels dijeron acerca de la opresión de la mujer. Ella concluye que como Marx lo veía, aunque no completamente desarrollado, que el veía acertadamente la opresión de la mujer en el contexto de la sociedad de clases y el modo capitalista de producción. Ella argumenta que el trabajo de Marx sobre consumo individual, el valor de labor-poder y el ejército de reserva industrial, dieron una basa útil para trabajo adicional sobre el tema de reproducción social. En contraste, Vogel encuentra el trabajo de Engels defectuoso por su utopianismo y por contar en un sistema dual teórico de la opresión de la mujer contra la opresión de clase. Más ella reconoce que el trabajo de Engels tuvo mucha influencia en debates socialistas a pesar de sus debilidades teóricas.
En el capítulo 3 Vogel examina el movimiento socialista durante el tiempo cercano a la segunda internacional y revolución rusa para analizar lo que los líderes activistas dijeron. Ella critica mucho lo que fue escrito referente a la fusión del utopianismo, liberalismo y teoría de sistemas duales. Pero ella encuentra que, ambos, el trabajo de Vladimir Lenin y el de Clara Zetkin, líder del Partido Socialdemócrata de Alemania, representaron intentos mucho más pragmáticos para seriamente atender la opresión de la mujer y la actividad en la revolución.
En el capítulo 4, Vogel resalta dos tendencias contradictorias en el debate socialista acera de la opresión de la mujer: uno, el que usa un análisis de sistemas duales, y el otro que tiene raíces en la reproducción social. Ella argumenta a favor del enfoque de la reproducción social y elabora en su propia teoría sobre la opresión de la mujer desde esa perspectiva.
El libro fue republicado en el año 2013 con una introducción por parte de McNally y Ferguson.